# Agni-V
Agni-V ("fuego") es un misil balístico intercontinental con capacidad nuclear terrestre desarrollado por la Organización de Investigación y Desarrollo de Defensa (DRDO) de la India. El misil tiene un alcance de más de 7.000 kilómetros. Los investigadores chinos alegan que el misil tiene un alcance de 8.000 kilómetros. Es un misil balístico intercontinental de tres etapas, móvil en carretera, en bote y de propulsor sólido.